# Krykływeć (przystanek kolejowy)
Krykływeć (ukr. Крикливець) – przystanek kolejowy w pobliżu miejscowości Illiwka, w rejonie tulczyńskim, w obwodzie winnickim, na Ukrainie. Położony jest na linii Żmerynka – Odessa.